# Phantogram
Phantogram — це американський музичний гурт, заснований 2007 року, що виступає в жанрі електропоп.

## Про гурт
Засновниками гурту стали друзі Джош Картер та Сара Бартел. 2007 року вони створили в Саратога Спрінгс, штат Нью-Йорк, дует під назвою Charlie Everywhere. Вони обидва співали, Картер грав на гітарі, а Бартел — на клавішних. Їхній перший однойменний мініальбом Phantogram вийшов 2009 року на інді-лейблі Sub-Bombin Records, і містив зокрема пісні «Mouthful of Diamonds» та «When I'm Small», які отримали помірну популярність.
В середині 2009 року гурт видав на лейблі BBE Records другий мініальбом Cops, а 2010 року — дебютний лонгплей Eyelid Movies, що містив 11 композицій, чотири з яких — «Mouthful of Diamond», «When I'm Small», «Running from the Cops» та «Bloody Palms» — вже виходили раніше. Альбом розповсюджувався в США лейблом Barsuk Records, за межами країни — компанією BBE Records, а також вийшов на вінілі на лейблі Ghostly International.
2011 року черговий мініальбом Phantogram Nightlife вперше потрапив до американських чартів. У 2012—2013 музиканти співпрацювали з такими виконавцями, як OutKast, Big Boi та Flaming Lips. 2013 року популярність гурту зросла завдяки тому, що їхня пісня «When I'm Small» прозвучала в серіалі Skins виробництва MTV. Врешті решт, на початку 2014 року на лейблі Republic вийшов другий лонгплей Phantogram Voices, записаний під керівництвом продюсера Джона Гілла. Також музиканти об'єдналися із Big Boi, створивши проєкт Big Grams та видавши однойменний мініальбом.
Третя повноформатна платівка гурту отримала назву Three та вийшла на лейблі Republic 2016 року. Вона стала найбільш комерційно успішною серед усіх робіт гурту, досягнувши дев'ятої позиції в альбомному чарті США Billboard 200. 2020 року музиканти видали четвертий альбом Ceremony, що містив сингли «Into Happiness», «Mister impossible» та «In a Spiral». Платівка посіла 75 місце в американському чарті альбомів, та 5 місце в чарті альбомів альтернативного року. В першій половині 2020-х років гурт також випустив пісні «Suzie» та «All a Mystery».

## Дискографія
Альбоми
- 2010 — Eyelid Movies
- 2011 — Nightlife (EP)
- 2013 — Voices
- 2016 — Three
- 2020 — Ceremony
- 2024 — Memory of a Day[2][3]

Сингли
- 2010 — «Mouthful of Diamonds»
- 2016 — «You Don't Get Me High Anymore»
- 2017 — «Fall In Love»
- 2017 — «Black Out Days» (remix)
- 2018 — «Someday / Saturday»
- 2020 — «Me & Me»
- 2021 — «Black Out Days»
- 2021 — «Talk Talk Talk»
- 2023 — «My Demons»
- 2024 — «All A Mystery»
- 2024 — «Happy Again»
- 2024 — «Come Alive»
- 2024 — «It Wasn't Meant To Be»[3]